# Poliția din Statele Unite ale Americii
Poliția din Statele Unite este una dintre cele trei componente majore ale sistemului de justiție penală al Statelor Unite ale Americii, alături de instanțele de judecată și de departamentul de corecții . Deși fiecare dintre aceste componente funcționează semi-independent, cele trei formează împreună un lanț care duce simpla investigare a unei fapte penale la aplicarea unei pedepse pentru cei care sunt găsiți vinovați.
În principal, legea este aplicată prin agențiile guvernamentale de poliție. La nivelul statelor, județelor și orașelor, principalele agenții de poliție sunt: City Police Department (Departamentul de Poliție al Orașului), Sheriff's Office (Biroul Șerifului), State Police/Highway Patrol (Poliția Statală sau, după caz, Patrula Autostrăzilor) și agențiile federale, cum ar fi poliția de frontieră, numită Border Patrol sau Biroul Federal de Investigații (FBI).
Principalul scop al acestor instituții este acela de a investiga și reține persoanele suspecte de comiterea unor ilegalități, de a preveni infracționalitatea și de a pune în aplicare mandatele emise de instanțele de judecată. Aceste agenții răspund, de asemenea, apelurilor de urgență și joacă un rol important în menținerea ordinii și liniștii publice.

## Istoric
Prima agenție centralizată de poliție dintr-un oraș american a fost creată în Boston, Massachusetts în anul 1838. În scurt timp, și alte orașe importante ca Chicago, Philadelphia și New Orleans au urmat acest exemplu. La finalul anilor 1880, mai toate orașele dezvoltate din Statele Unite aveau deja un tip de poliție proprie. 

## Tipuri de poliție

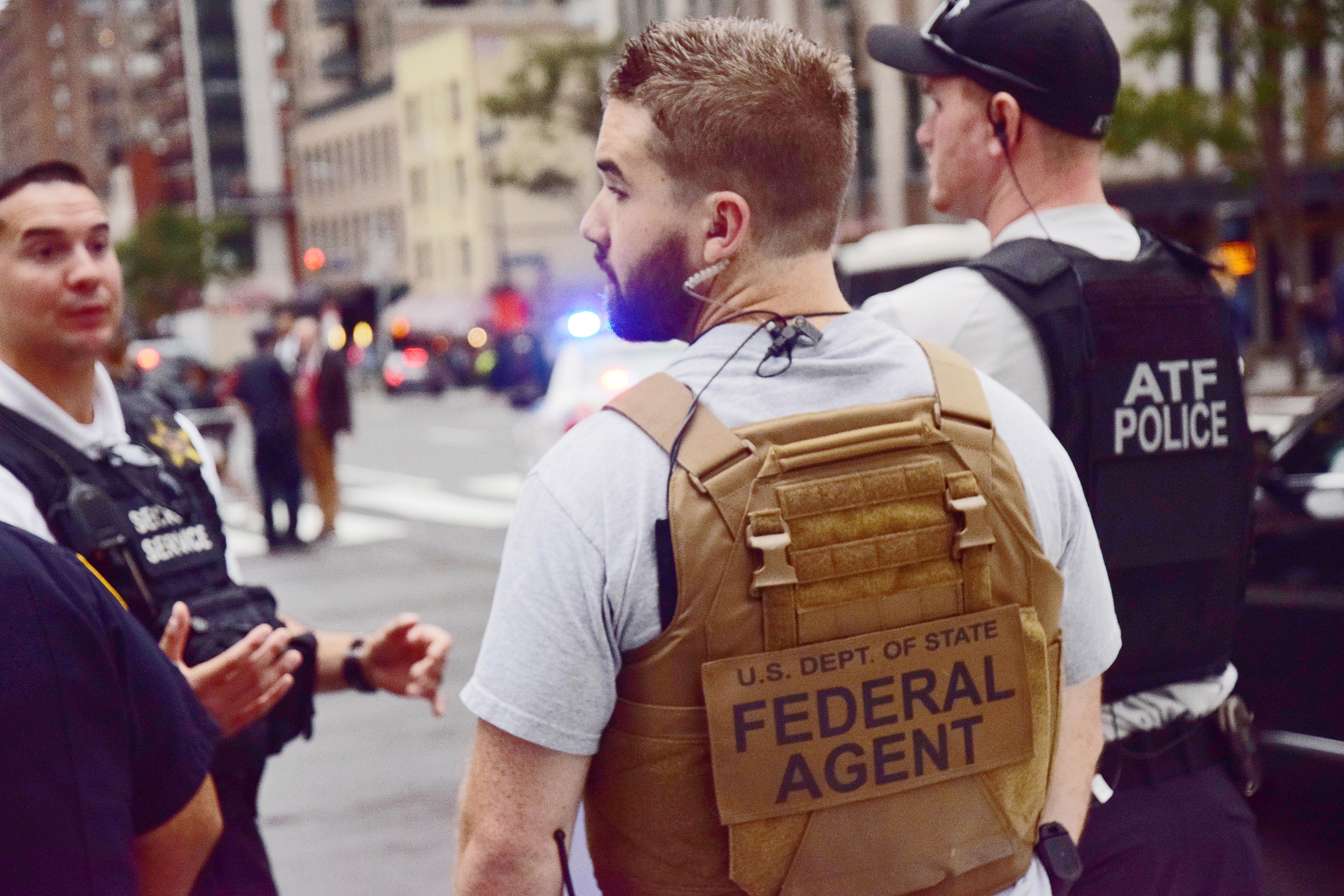
Mai mulți polițiști din diferite agenții federale stând împreună.

Datorită faptului că SUA este o republică federală, într-un oraș, de exemplu, au competență atât poliția municipală (City Police), cea statală (State Police), cât și cea federală și cele cu jurisdicție specială. Există mai multe tipuri de poliție, diferența majoră dintre ele fiind teritoriul în care pot acționa, adică jurisdicția lor:

### Federală
Aceste agenții pot acționa pe întregul teritoriu al Statelor Unite ale Americii, indiferent de stat, județ sau oraș. Departamentul de Justiție al statelor unite include cele mai importante agenții federale, cum ar fi:

#### United States Marshals Service

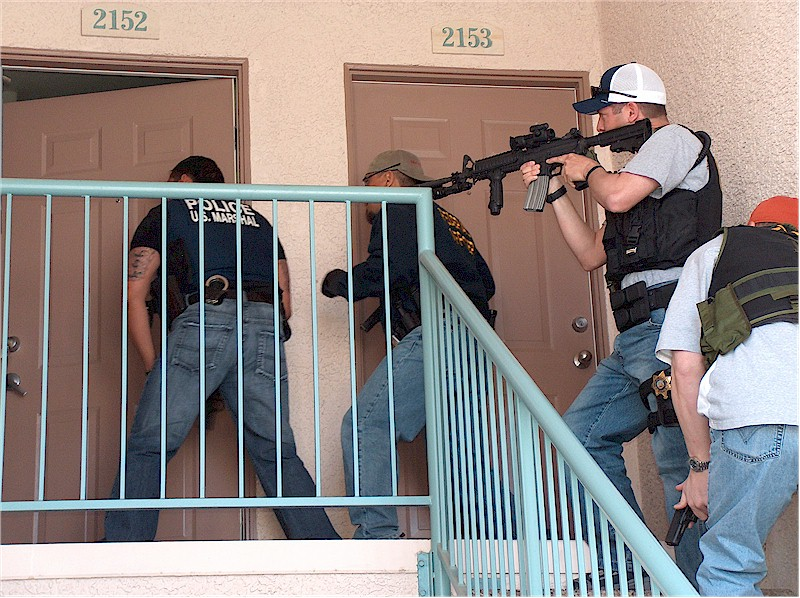
Mareșali ai Statelor Unite ale Americii (U.S Marshals)

United States Marshals Service (Serviciul Mareșalilor) este un tip de poliție cu jurisdicție la nivel federal care are, ca principal obiectiv, protejarea martorilor și magistraților care se află în pericol, capturarea și transportul la nivel federal al infractorilor căutați și executarea anumitor mandate emise de instanțele de judecată. Acest serviciu există încă din anul 1789, primii mareșali fiind aleși de George Washington.

#### Federal Bureau of Investigations (FBI)
Biroul Federal de Investigații este o agenție federală care se ocupă cu combaterea terorismului, spionajului, atacurilor cibernetice, crimelor grave și, în general, cu securitatea națională. De asemenea, această structură asigură și aplicarea legilor federale. Biroul Federal de Investigații a fost înființat în anul 1908, în timpul președintelui Theodore Roosevelt.

#### Drug Enforcement Administration (DEA)
Drug Enforcement Administration este o agenție federală însărcinată cu combaterea traficului ilicit de droguri pe teritoriul Statelor Unite ale Americii.
United States Border Patrol (USBP)
United States Border Patrol este poliția de frontieră a Statelor Unite ale Americii, fiind însărcinată cu verificarea documentelor de imigrație, detectarea și arestarea imigranților ilegali, prevenirea traficului ilicit de droguri și patrularea frontierelor. Aceasta desfășoară misiuni atât pe uscat cât și în apă.

#### United States Coast Guard (USCG)
Garda de Coastă a Statelor Unite are rolul de a proteja frontierele maritime ale țării, de a preveni traficul ilicit de droguri pe apă, de a asigura siguranța în apele teritoriale ale Statelor Unite ale Americii și de a susține misiuni de căutare și salvare în apă.

### Statală

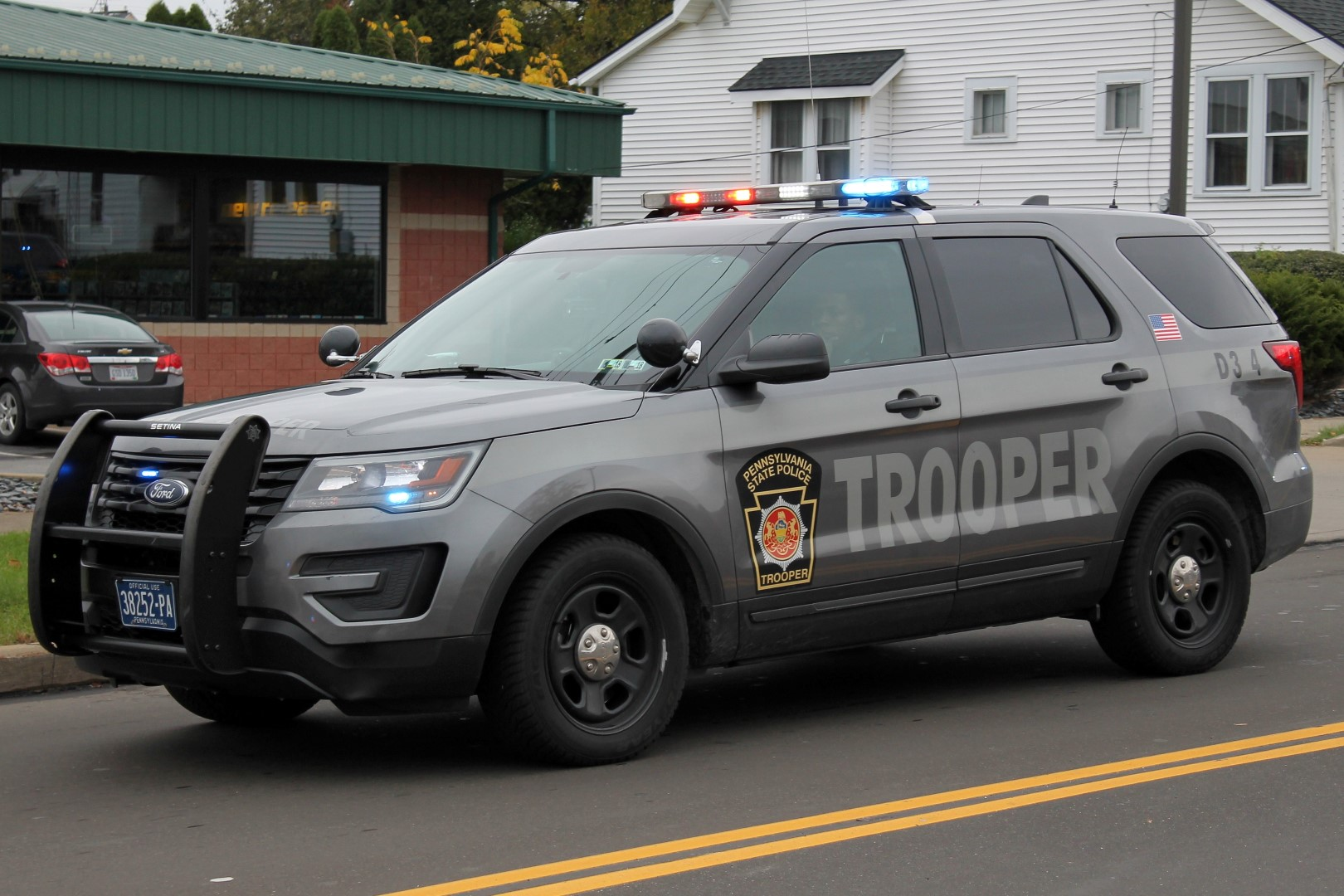
Mașină a poliției statale din Pennsylvania

Poliția statală, numită State Patrol sau Highway Patrol, are jurisdicție la întregul nivel al unui singur stat. Polițiștii care fac parte din aceste agenții se numesc State Troopers, și principala lor activitate este de a supraveghea traficul de pe autostrăzi, deși au puteri de aplicare a legii inclusiv în orașe. De asemenea, ei sunt cei care răspund la accidentele care au loc pe autostrăzi, și, nu în ultimul rând, se implică în misiuni de căutare și salvare. Denumirea poliției statale poate varia în funcție de stat:

#### State în care poliția statală este numităHighway Patrol(„Patrula Autostrăzii”)

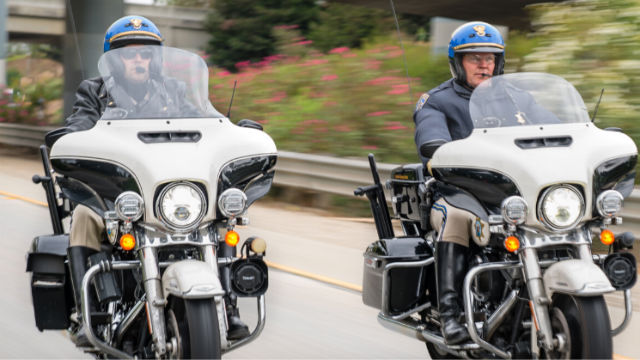
Ofițeri ai California Highway Patrol pe motociclete

- Alabama
- Arizona
- California
- Florida
- Kansas
- Mississippi
- Montana
- Nevada
- Dakota de Nord
- Oklahoma
- Carolina de Sud
- Dakota de Sud
- Tennessee
- Texas
- Utah
- Wyoming

#### State în care poliția statală este numităState Highway Patrol(„Patrula Statală a Autostrăzii”)
- Missouri
- Carolina de Nord
- Ohio

#### State în care poliția statală este numităState Patrol(„Patrula statală”)
- Colorado
- Georgia
- Minnesota
- Nebraska
- Iowa
- Washington
- Wisconsin

### Birouri de șerif

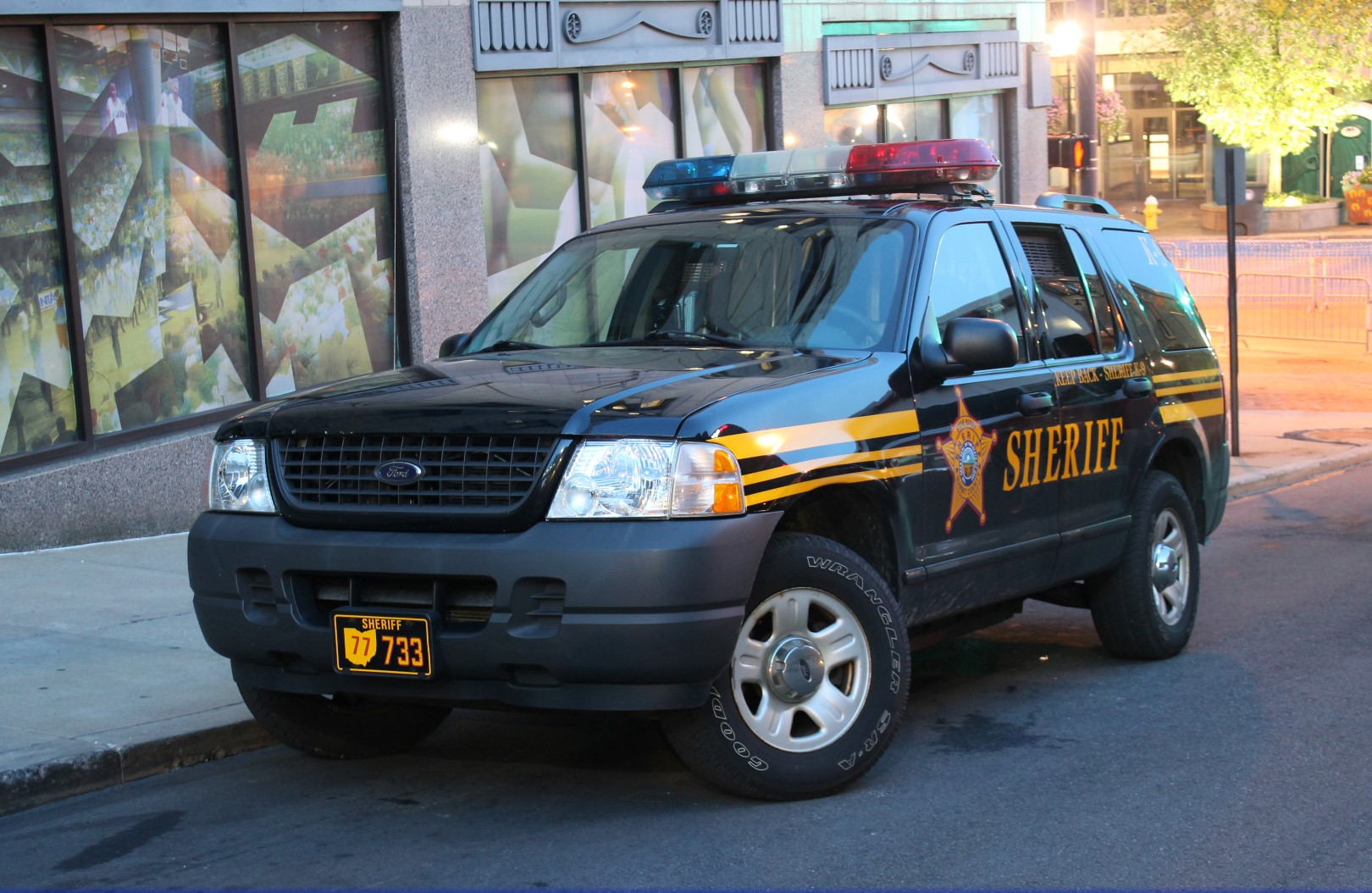
Ford Explorer al Summit County Sheriff din Ohio; unitate canină (K9).

În Statele Unite ale Americii, agenția care este condusă de un șerif se numește Sheriff's Office (Biroul Șerifului). Șeriful este ales prin vot de către guvernul local, o comisie de poliție sau chiar de cetățenii județelor. În Texas, de exemplu, șeriful este ales o dată la 4 ani de cetățenii fiecărui județ, și are mai multe responsabilități, cum ar fi aplicarea legii, administrarea penitenciarului din județ, executarea mandatelor de arestare și altele. În general, termenul la care este ales un șerif nou este de 2-4 ani, însă acest lucru poate varia de la stat la stat.

### Municipală

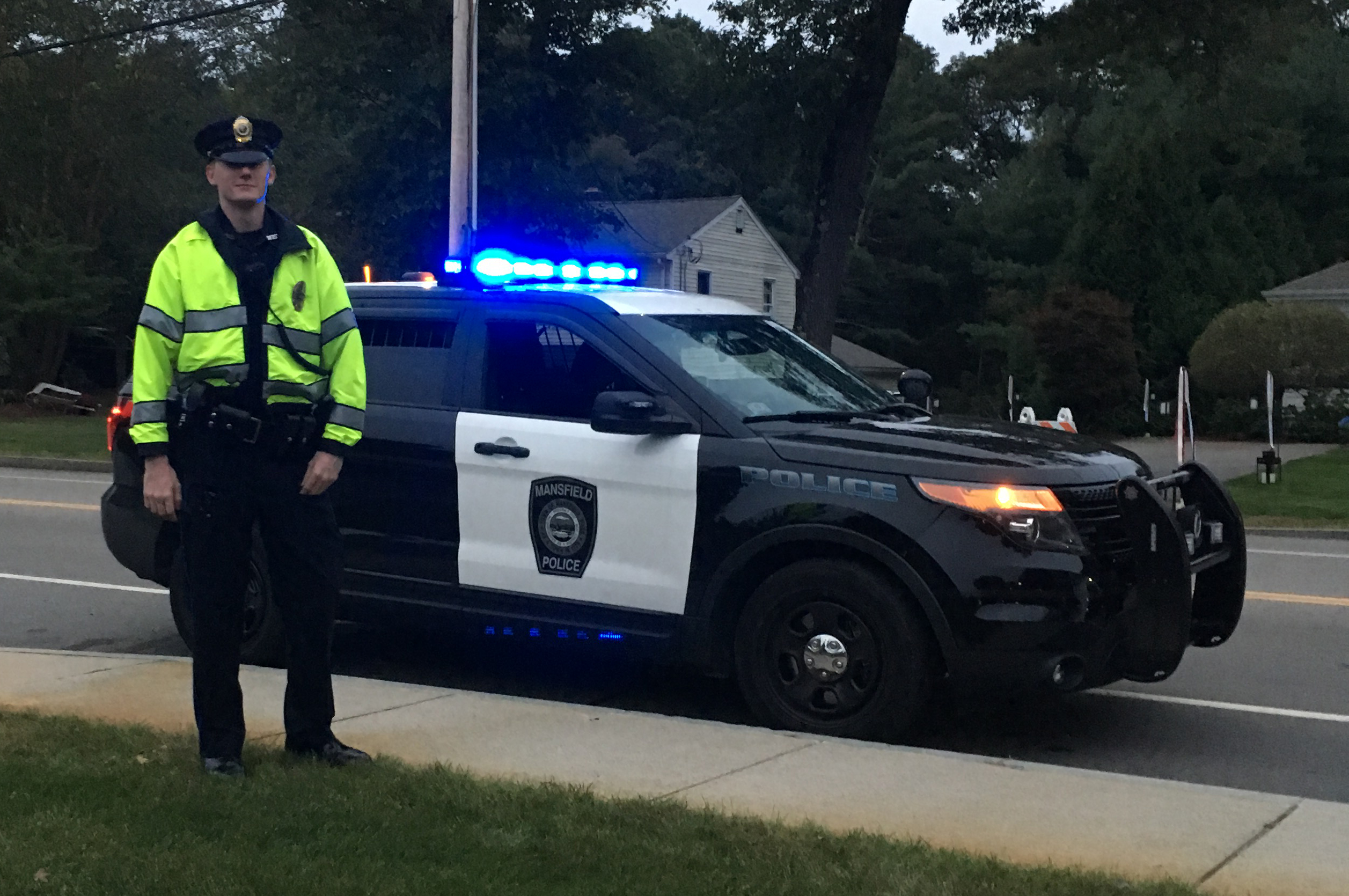
Ofițer de poliție în Mansfield, Massachusetts

Cele mai multe municipalități au propriile poliții ale orașului. Acolo unde nu există acest tip de poliție, principala agenție responsabilă cu aplicarea legii este șeriful. Jurisdicția acestor agenții este limitată la raza unui singur oraș sau municipiu.

### Cu jurisdicție specială

#### Transit Police
Transit Police (Poliția Transporturilor) este o agenție specială care se ocupă cu protejarea și identificarea infracțiunilor care sunt comise în mijloacele de transport în comun sau în spațiile din apropierea acestora.

#### Campus Police
Poliția Campusurilor are rolul de a proteja proprietatea și persoanele care locuiesc, vizitează sau se află în campusurile universităților. Prezența unui astfel de tip de poliție asigură un timp de răspuns mult mai rapid în cazul unor urgențe care pot apărea în campusurile studențești.

#### Park Police
Poliția Parcurilor Statelor Unite a fost fondată de președintele George Washington în anul 1791. Acest tip de agenție are jurisdicție la nivel federal, însă doar în interiorul parcurilor federale. Polițiștii de acest tip asigură protejarea parcurilor naționale și îi arestează pe cei care comit infracțiuni împotriva Statelor Unite.

## Dotări

### Arme de foc
Polițiștii din Statele Unite ale Americii sunt echipați cu un pistol Glock, Smith & Wesson, Sig Sauer sau Beretta, de obicei de calibru 9mm sau .40 S&W.
Anumite departamente le permit polițiștilor să folosească și puști semiautomate (cum ar fi cele în stilul AR-15 sau M4) sau puști de vânătoare.

### Vestă antiglonț
Majoritatea polițiștilor în uniformă sunt echipați cu veste balistice antiglonț.

### Radio
Toți polițiștii sunt echipați cu un radio mobil. Există, de asemenea, sisteme de comunicații și în interiorul vehiculelor.

### Cătușe
Cătușele sunt folosite pentru arestarea sau reținerea persoanelor. Ofițerii de poliție pot avea mai multe seturi de cătușe asupra lor.

### Arme mai puțin letale
Pentru evitarea folosirii forței letale, unii polițiști sunt dotați aparate cu electroșocuri, spray-uri lacrimogene, bastoane și alte mijloace neletale.

### Lanternă
Pentru situațiile cu vizibilitate redusă sau pentru acțiunile din timpul nopții, polițiștii au la ei o lanternă. De asemenea, pistoalele pe care le au în dotare pot avea atașate lanterne tactice.

### Cameră video corporală
Unii polițiști poartă camere video care sunt atașate de vesta antiglonț. În 2016, aproape jumătate din agențiile obișnuite de poliție erau echipate cu astfel de camere corporale 

## Galerie

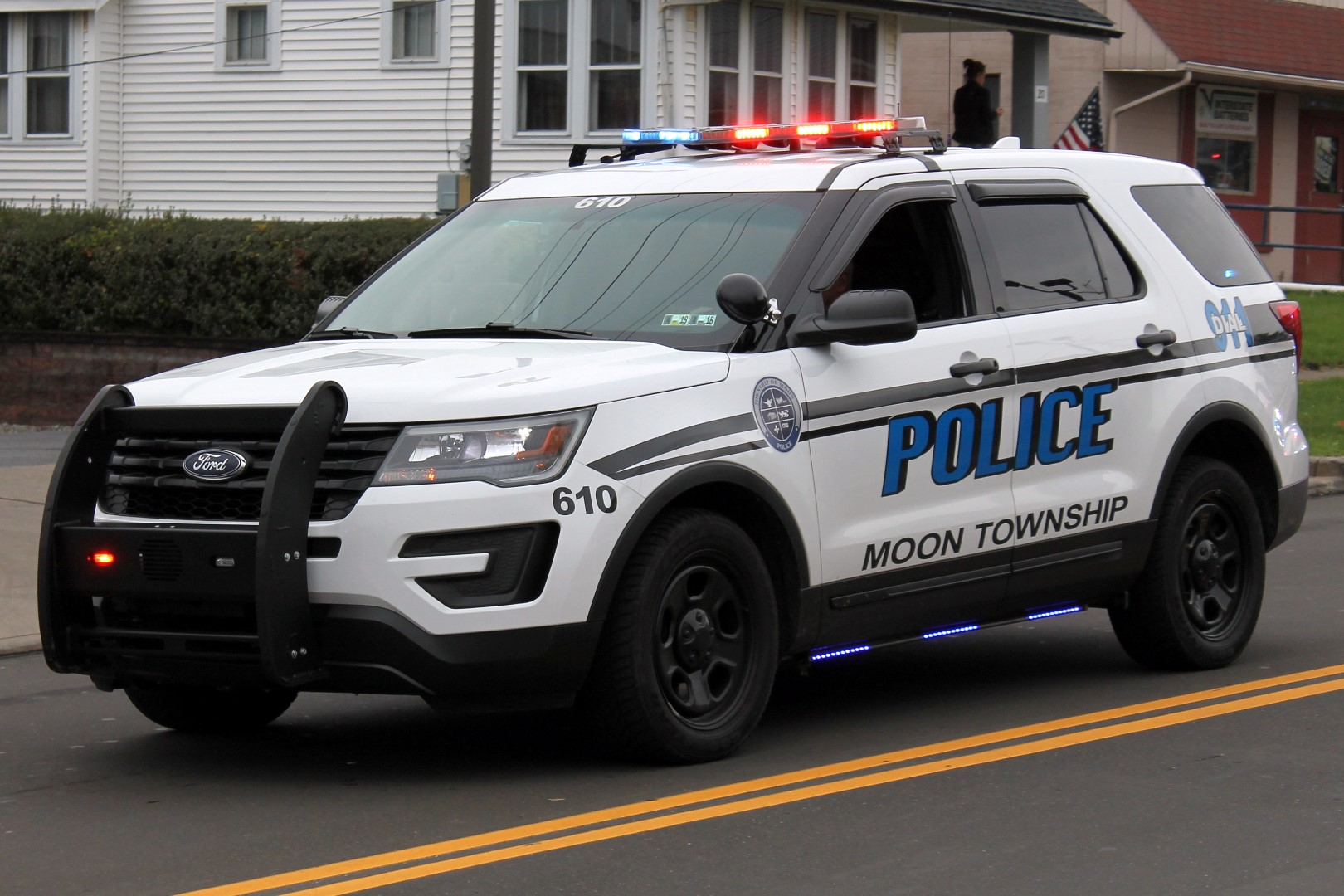
Mașină de poliție din Moon Township, Pennsylvania
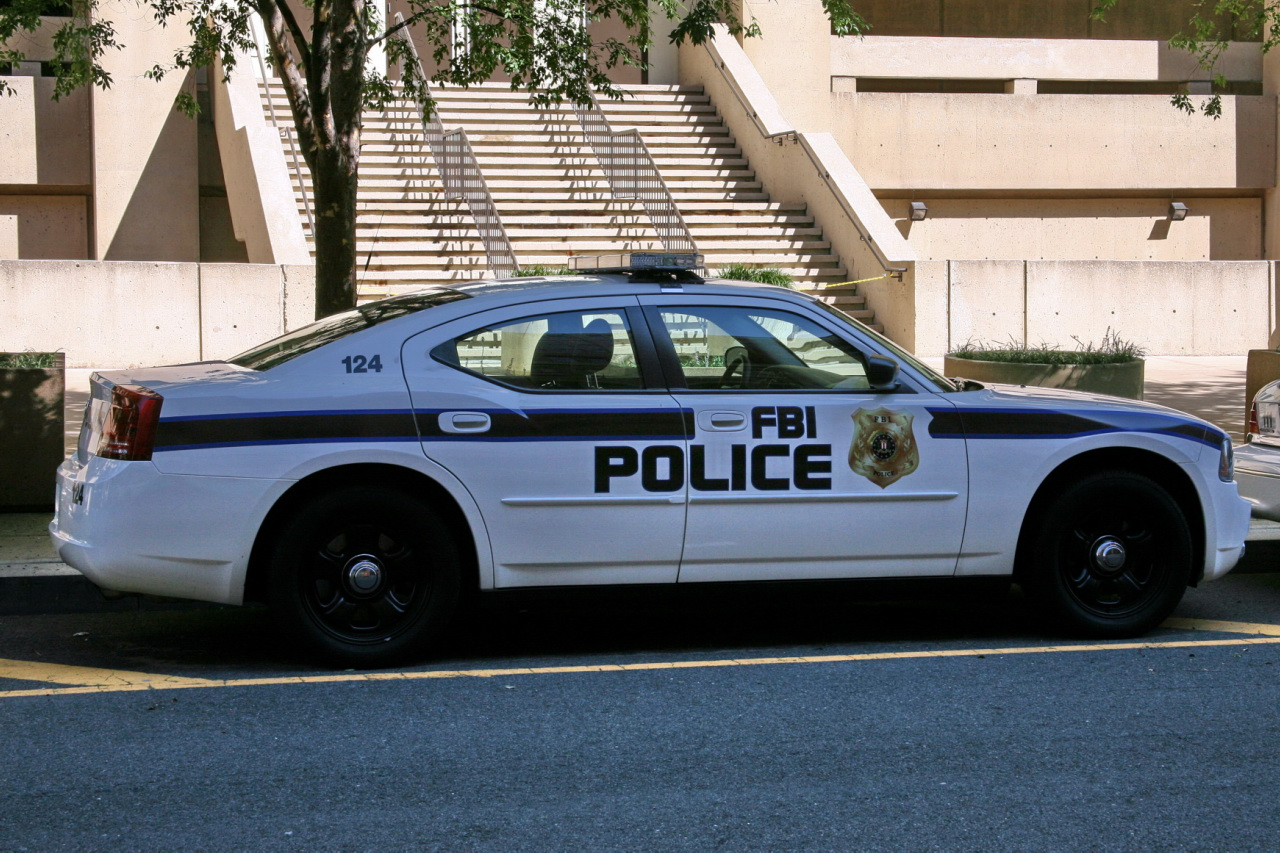
Autovehicul al Poliției FBI (FBI Police)
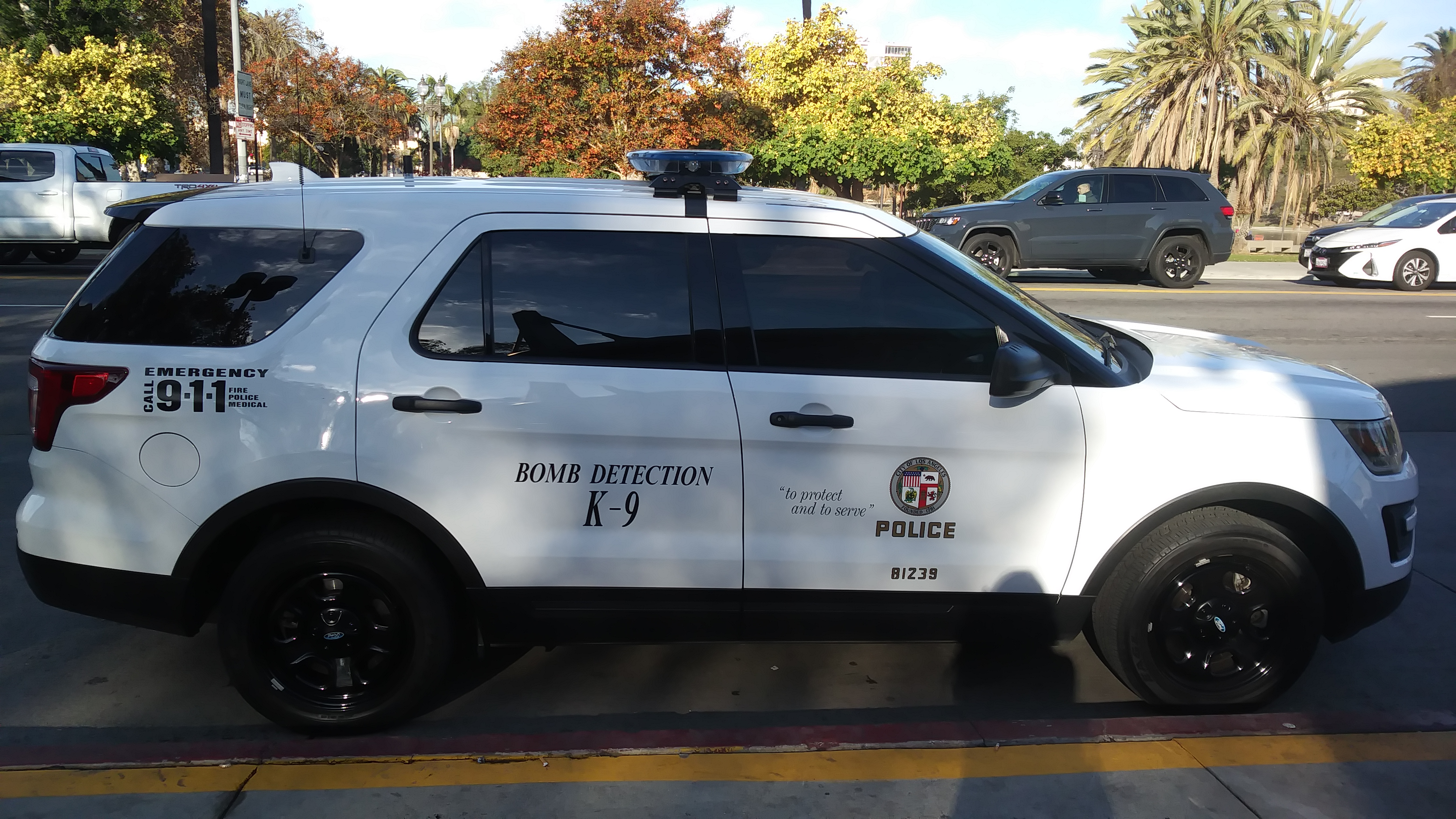
„Interceptor” al poliției din Los Angeles (Unitate canină pentru detectarea explozibilelor)
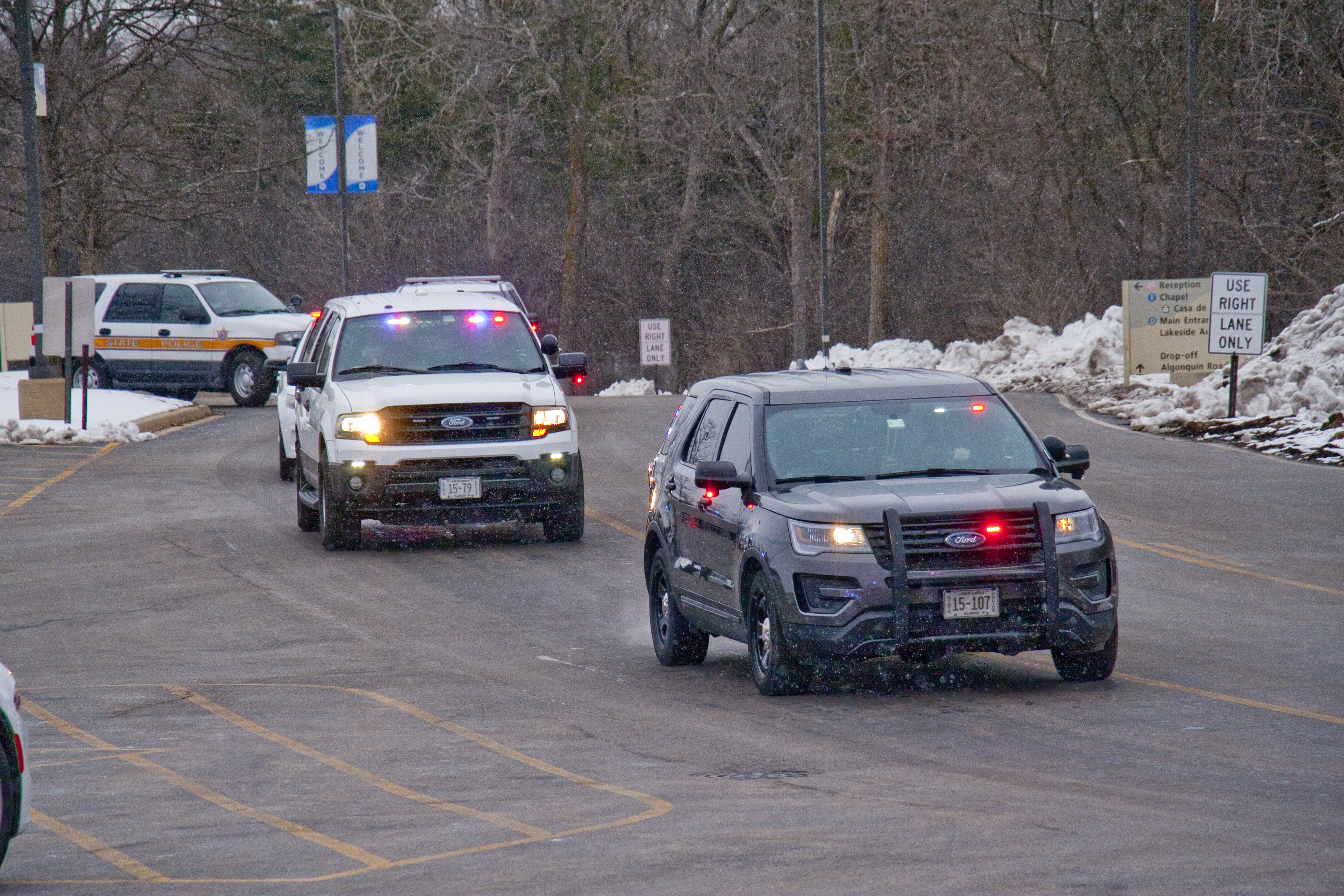
Vehicule neinscripționate ale Illinois State Police
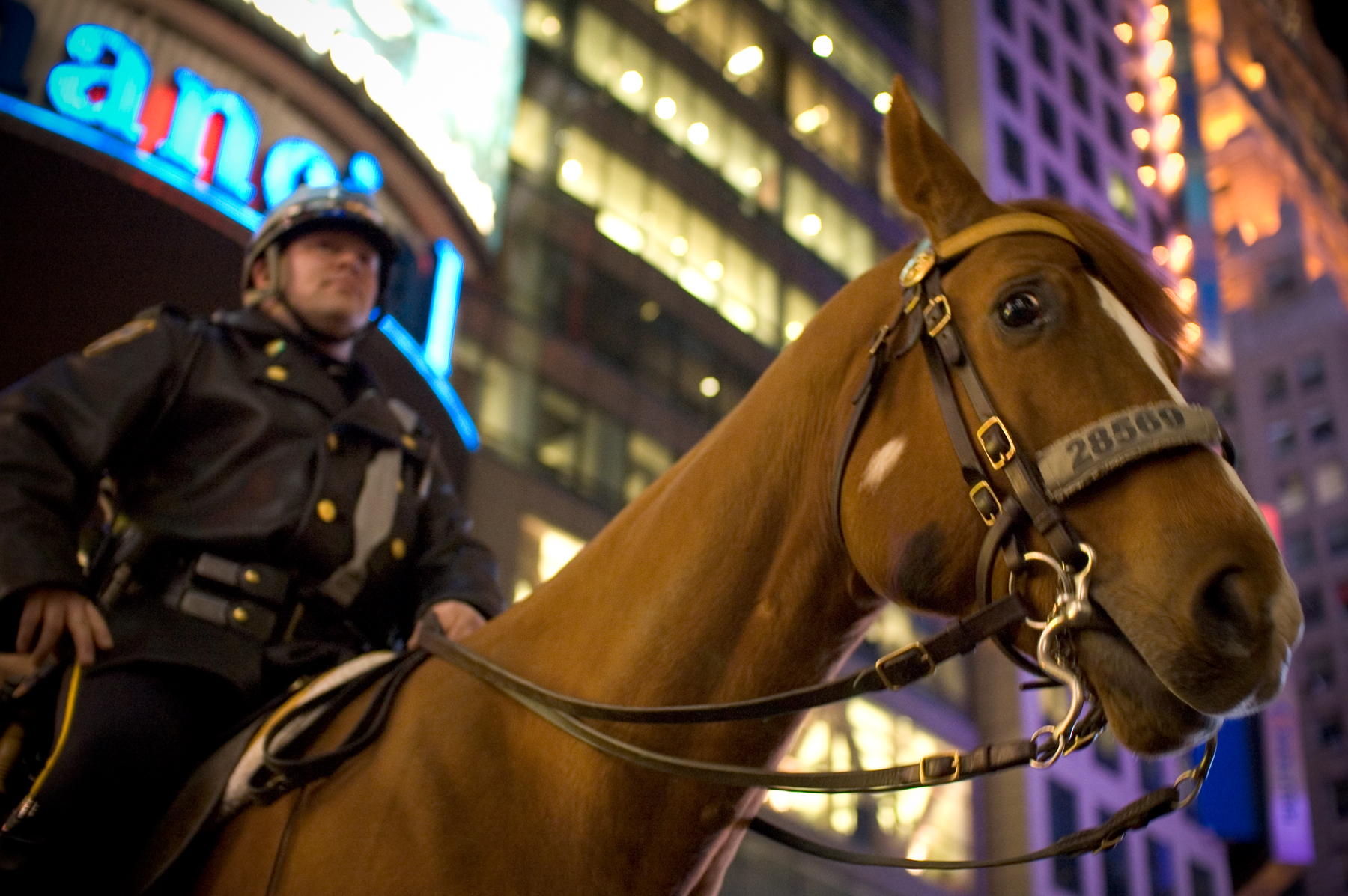
Ofițer de poliție din New York City călare
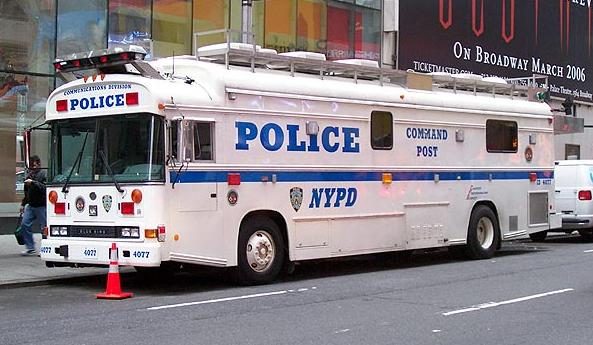
Unitatea de comandă a NYPD (Departamentul de Poliție New York City)
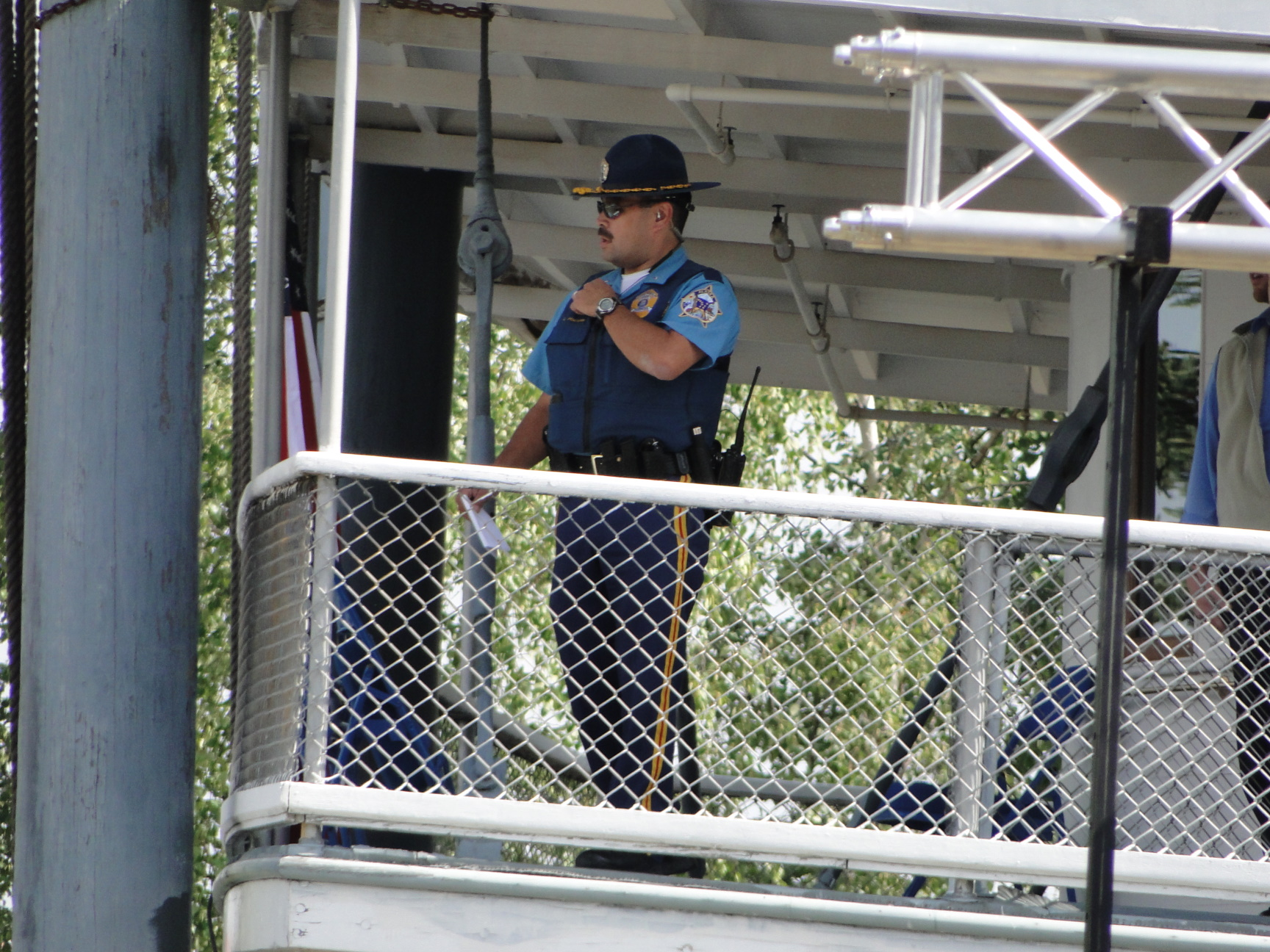
State Trooper din Alaska